# Drei-Elemente-Lehre
Nach der Drei-Elemente-Lehre (auch Drei-Elementen-Lehre genannt) von Georg Jellinek ist der Staat ein soziales Gebilde, dessen konstituierende Merkmale ein von Grenzen umgebenes Territorium (Staatsgebiet), eine darauf als Kernbevölkerung ansässige Gruppe von Menschen (Staatsvolk) sowie eine auf diesem Gebiet herrschende Staatsgewalt kennzeichnen.

## Begriff
Im Staatsrecht existiert keine allgemein gültige Definition des Begriffs Staat. Georg Jellinek hat in seiner rechtswissenschaftlichen Definition den Staat als „die mit ursprünglicher Herrschaftsmacht ausgerüstete Körperschaft eines sesshaften Volkes (Gebietskörperschaft)“ umschrieben. In der Jellinekschen Trias werden die staatlichen Merkmale in drei Elementen begründet:
- einem Staatsgebiet,
- einem Staatsvolk,
- einer Staatsgewalt.[2]

Maßgeblich für die Bestimmung des Vorliegens der Elemente ist der Effektivitätsgrundsatz, d. h. die objektive Faktenlage. Zunehmend rücken allerdings auch Erwägungen über die Legitimität in den Blickpunkt der Bewertung, insbesondere in Bezug auf das Staatsgebiet. So kann ein Staat sein Territorium nicht mehr unter Verletzung des Gewaltverbots erweitern. Damit wird eine gewaltsame Annexion – wie es früher üblich war – heute völkerrechtlich nicht mehr akzeptiert.
Liegt eines dieser Merkmale nicht vor, so wird nach herrschender Lehre (u. a. im deutschen Rechtskreis die Allgemeine Staatslehre) nicht von einem Staat gesprochen. Eine Ausnahme bilden Staaten, welche zwar eines der Elemente verloren haben und die somit eigentlich nicht mehr als Staaten gelten würden, die jedoch im Sinne des völkerrechtlichen Kontinuitätsprinzips zumindest für eine gewisse Zeit ihre Staatlichkeit beibehalten. In diesem Fall wird aus Interessen der internationalen Sicherheit und Stabilität vom eigentlich vorherrschenden Effektivitätsgrundsatz abgewichen. Anwendungsgebiet sind meist sog. failed states, bei denen die Staatsgewalt im Zuge eines längerfristigen Verfalls untergegangen ist. Ein Beispiel für einen solchen failed state, welcher trotz Wegfall der effektiven Staatsgewalt noch als Staat anerkannt wird, ist Somalia. Doch auch mit Blick auf den Wegfall des Staatsgebiets ist eine Anwendung des Kontinuitätsprinzips denkbar, so etwa bei Inselstaaten, deren Territorium im Zuge der globalen Erwärmung im Meer versunken ist.

## Kritik
In der Literatur wird die Drei-Elemente-Konzeption teilweise als unzureichend kritisiert, weshalb verschiedene weitere Anforderungen an die Staatlichkeit diskutiert werden. Auch Drittstaaten erheben für eine Anerkennung oft weitere Anforderungen (beispielsweise die EG bei der Anerkennung der Nachfolgestaaten Jugoslawiens), wobei unklar ist, ob es sich um Anforderungen betreffend der Staatlichkeit oder bloße politische Ansprüche für eine Anerkennung handelt. Nach der konstitutiven Theorie ist die Anerkennung durch Drittstaaten eine Voraussetzung der Staatlichkeit, wobei die entgegenstehende deklaratorische Theorie die herrschende Ansicht in Praxis und Lehre ist.
Nach Walter Maier ist als viertes Element das Erfordernis einer Staatsverfassung hinzuzufügen. Maier definiert den Staat als „eine mit ursprünglicher Herrschaftsgewalt ausgestattete, auf einem bestimmten Gebiet lebende und aufgrund einer Verfassung verbundene und zusammenwirkende Einheit von Menschen“. Zudem kritisiert Maier, dass die Drei-Elemente-Lehre „staatsrechtlich und politisch nicht zu erklären vermag, weshalb die drei Grundelemente zu einer staatlichen Einheit führen“.
Weiterhin wird als fünftes Element mitunter die völkerrechtliche Vertretung nach außen als Wesensmerkmal eines Staates verlangt, da ein Staat ohne eine solche völkerrechtliche Vertretung in der internationalen Staatengemeinschaft (als Folge der Globalisierung) weder existieren kann noch anerkannt würde.
Hans Kelsen wiederum sah in den dem Staat zugrunde liegenden Normen die wichtigste Voraussetzung für dessen Existenz. Im Gegensatz zu Jellinek wie auch Carl Schmitt stellte er rein machtpolitischen Erwägungen unter anderem das Prinzip der Verfassungsgerichtsbarkeit wie der Normenkontrolle entgegen.
Mit der Konvention von Montevideo über die Rechte und Pflichten von Staaten wurde versucht, die Voraussetzungen der Staatlichkeit um ein viertes Element, nämlich der Fähigkeit zur Aufnahme und Unterhaltung diplomatischer Beziehungen, zu erweitern. Dies wird heute jedoch nach allgemeiner Meinung nicht als eigenständiges Element aufgefasst, sondern ist bereits im Erfordernis der Außenrechtsfähigkeit als Merkmal der Staatsgewalt enthalten.
Die Drei-Elemente-Lehre von Jellinek spielt besonders in juristischen Vorlesungen im öffentlichen Recht eine besondere Rolle, da sie es ermöglicht, den klassischen Staatsbegriff zu definieren. So führt Maier hierzu aus, dass „die Drei-Elemente-Lehre für die völkerrechtliche Einordnung immer noch brauchbar [ist], da sie den Vorzug der begrifflichen Klarheit hat“. So wird als Subsumtionsbeispiel für die Drei-Elemente-Lehre häufig die vor der Küste Großbritanniens befindliche Festung Sealand gewählt. Das Verwaltungsgericht Köln stellte unter Anwendung der Drei-Elemente-Lehre von Jellinek fest, dass Sealand weder über Staatsvolk noch über Staatsgebiet verfüge.